# Materialismestriden
Materialismestriden var en kontrovers der blev ført i 1800-tallet om de verdensanskuelsesmæssige konsekvenser af naturvidenskaben. Under indflydelse af de metodologiske fornyelser inden for biologien og tilbagegangen for den idealistiske filosofi blev der i 1840'erne formuleret en materialisme der ville forklare mennesket naturvidenskabeligt. I stridens centrum var spørgsmålet om naturvidenskabens resultater var forenelige med konceptet eller forestillingen om en immateriel sjæl, en personlig Gud og en fri vilje. Tillige koncentrerede debatten sig om de erkendelsesmæssige forudsætninger for en materialistisk verdensanskuelse.
I de Psykologiske Breve fra 1846 erklærede zoologen Carl Vogt at „tanken står i samme forhold til hjernen som galden til leveren eller urinen til nyrerne." Vogts polemiske bekendelse til materialismen blev 1854 taget kritisk op af fysiologen Rudolf Wagner i en tale til naturforskere i Göttingen. Wagner argumenterede at den kristne tro og naturforskningen dannede to sfærer der i vid udstrækning var uafhængige af hinanden. Naturvidenskaberne kunne derfor ikke bidrage til spørgsmålet om Guds eksistens, den immaterielle sjæl eller den frie vilje.
"Man skal ikke altid lade det passere når frivolt rak vil berøve nationen de mest dyrebare af de goder der er overladt os af forfædrene og skamløst af det gærende indhold fra sine indvolde blæse den stinkende ånde imod folket og foregive det er idel vellugt.",
Wagners angreb fremkaldte lige så skarpe reaktioner fra Vogts side, hvorved det materialistiske standpunkt i de følgende år desuden blev forsvaret af fysiologen Jakob Moleschott og lægen Ludwig Büchner. Materialisterne præsenterede sig som forkæmpere imod den filosofiske, religiøse og politiske reaktion og kunne tælle en bred støtte inden for borgerskabet. Forsvaret for en naturvidenskabelig verdensanskuelse udviklede sig til et prægende element i de kulturelle konflikter i slutningen af 1800-tallet og begyndelsen af 1900-tallet.

## Udviklingen af den naturvidenskabelige materialisme

### Biologiens frigørelse
Fremvæksten af en populær materialisme blev begunstiget af en "efter 1830 almindelig polemik mod den romantisk-idealistiske naturfilosofi" hvilket havde virkninger inden for både naturvidenskab, filosofi og politik.
Fra et videnskabshistorisk perspektiv viste den af Matthias Jacob Schleiden grundlagte celleteori sig betydningsfuld. I den 1838 udkomne Beiträgen zur Phytogenesis begrundede Schleiden cellen som byggesten for alle planter, og han udpegede tillige den i 1831 opdagede cellekerne som væsentlig faktor for planters vækst. Celleteorien for opbygning af planteorganismer betød en nyorientering af biologiens indhold der indtil da i det væsentlige havde været kendetegnet ved en makroskopisk beskrivelse af former. Samtidig knyttede Schleiden sin teori om planters opbygning sammen med et metodologisk angreb på den idealistiske naturfilosofi. Celleteorien var baseret på empirisk eftervisbare iagttagelser, thi "inden for de fysiske naturvidenskaber behersker man kun så mange kendsgerninger som man selv har iagttaget". Heroverfor er naturfilosofiske spekulationer ikke begrundet i en streng iagttagelse, og derfor må al "system- og teorismederi" skubbes til side.
Schleidens program for en metodisk fornyet botanik blev i de følgende år overført på andre biologiske discipliner. Allerede 1839 publicerede Theodor Schwann sin Mikroskopischen Untersuchungen über die Uebereinstimmung in der Struktur und dem Wachsthum der Thiere und Pflanzen. Schwann erklærede at celleteorien afdækkede livets almene princip. Alle levende væsner er helt opbygget af celler, og desuden kan dannelsen af organer forklares ved cellernes vækst og formering. Rudolf Virchow proklamerede i denne sammenhæng: "Livet er ifølge sit væsen cellevirksomhed". Celleteorien åbnede således perspektivet for en naturvidenskabelig teori om livet, som materialisterne nogle få år senere kunne bygge på.

### Afstandtagen fra den idealistiske filosofi
Parallelt med den metodologiske nyorientering inden for de biologiske discipliner udviklede der sig i Vormärz' intellektuelle klima en almindelig kritik af den konservative arv fra den tyske idealisme. Afvisningen af den naturfilosofiske metodologi i naturvidenskaberne var moderat med hensyn til verdensanskuelse, idet mange biologer forblev overbeviste antimaterialister. Heroverfor opstod kun få år efter Hegels død i 1831 filosofiske bevægelser der også brød med den tyske idealisme hvad angår verdensanskuelse.
Af særlig betydning og samfundsmæssig eksplosionskraft var den religionskritik som Ludwig Feuerbach formulerede i skriftet Das Wesen des Christentums, "Kristendommens væsen". Feuerbach havde fra 1824 studeret hos Hegel i Berlin, havde over to år været til hans forelæsninger og skrevet traditionelle idealistiske tekster til ind i 1830'erne. Imidlertid udviklede der sig en tvivl hos Feuerbach og adskillige andre unge Hegel-elever. For unghegelianerne var ikke kun den politiske konservatisme i den tyske idealisme suspekt; de mente ligeledes at den fra empiriske iagttagelser løsrevne systemteologi i stigende grad var forfejlet. 1839 var Feuerbach endelig klar til en grundlæggende kritik af sin lærer: Hegels idealistiske system kunne meget vel være kohærent og følgerigtigt, det havde dog fjernet sig fra den sansbare natur på en uacceptabel måde. Filosofien måtte grundlægges på det sanseligt givne, kun på den måde kunne den nå til en erkendelse af natur og virkelighed. "Forfængelig er derfor alle spekulationer der vil gå ud over natur og menneske". Ideen om naturbetragtning frigjort fra spekulation deltes af Feuerbach og de nye biologiske bevægelser; dog var Feuerbachs mål en antropologisk og ikke en naturvidenskabelig teori om mennesket.
Hvilket brændstof Feuerbachs antropologi indeholdt, blev tydelig i hans religionsfilosofi: Den idealistiske filosofi havde lavet den fejl at bevise sandheden i den teologiske lære med abstrakte argumentationer. I virkeligheden er religion dog ikke nogen metafysisk sandhed, men udtryk for menneskelige behov. Teologien og filosofien kan ikke bevise Guds eksistens da Gud er en opfindelse der opstår ud fra "menneskets natur". Feuerbachs argumentation var ikke rettet mod religion i almindelighed, for der kan gives gode grunde for religiøs tro. Disse grunde er dog af psykologisk art: religionen opfylder virkelige menneskelige behov. Filosofisk-teologiske beviser for Guds eksistens er heroverfor spekulative fantasier. Feuerbachs religionskritik blev opfattet som et radikalt angreb på det kulturelle establishment; i midten af 1840'erne var han blevet centrum for den filosofiske fornyelsesbevægelse.

### Carl Vogt og den politiske opposition
De materialistiske teser, der 1847 blev offentliggjort af fysiologen Carl Vogt, var den afgørende anledning til materialismestriden. At Vogt vendte sig til materialismen var især præget af de naturvidenskabelige og kulturelle fornyelsesbevægelser; dog spillede hans politiske udvikling en lige så stor rolle. Vogt var født i Gießen 1817 og voksede op i en familie der forbandt naturvidenskabelige og socialrevolutionære tendenser med hinanden. Carls fader Philipp Friedrich Wilhelm Vogt var medicinprofessor i Gießen indtil han 1834 på grund af politisk forfølgelse tog imod et professorat i Bern. Også i moderens familie var der politiske forviklinger: Louise Follens tre brødre blev alle tvunget til emigration på grund af deres demokratiske aktiviteter.
Adolf Follen skrev 1817 Grundzüge für eine künftige Reichsverfassung og blev to år senere fængslet for
"tyske rænkespil" (ty. 'deutscher Umtriebe'). Ved at gå i eksil i Schweiz undgik han en 10-årig fængselsdom. Karl Follen forsvarede tyranmord i et flyveblad, og blev derfor anset som den åndelige ophavsmand til attentatet på forfatteren August von Kotzebue. Det lykkedes Karl at flygte til USA hvor han fra 1825 havde et professorat i tysk sprog ved Harvard University. Paul Follen, den yngste af moderens brødre, grundlagde 1833 sammen med Friedrich Münch Gießener Auswanderungsgesellschaft ('Gießener Udvandringsselskab') Målet var at oprette en tysk republik i De Forenede Stater, og da det mislykkedes slog Paul Follen sig ned som bonde i Missouri.
Carl Vogt begyndte 1833 at studere medicin i Gießen, men vendte sig hurtigt mod kemien som blev varetaget af Justus von Liebig, der som en af grundlæggerne af den organiske kemi afviste en adskillelse af levende processer fra dødt materie og gav Vogt en tankemæssig forudsætning for den senere materialisme. I 1835 gjorde dog politiske omstændigheder det fortsatte studium i Gießen umulig. Oplysninger om at han skulle have hjulpet en politisk forfulgt student til flugt, gjorde ham selv til mål for politiet. Vogt udvandrede derfor til Schweiz hvor han 1839 afsluttede sit medicinstudium.
I begyndelsen af 1840'erne var Vogt kommet i forbindelse med den politiske opposition og de nye naturvidenskabelige bevægelser, men havde dog endnu ikke udviklet sin materialisme til en verdensanskuelse. Dette ændrede sig under hans treårige ophold i Paris der bidrog væsentligt til Vogts radikalisering med hensyn til politik og verdensanskuelse. Bekendtskabet med anarkisten Mikhail Bakunin og Pierre-Joseph Proudhon satte et vedvarende præg på Vogts politiske tænkning. Fra 1845 begyndte han tillige at udgive sine Physiologischen Briefe hvor han fulgte Liebigs Chemische Briefe og gav fysiologien en almenforståelig fremstilling.
De første breve indeholdt dog ingen henvisninger til Vogts materialisme; først i de breve der udkom 1846 om Nervenkraft und Seelenthätigkeit ("Nervekraft og sjælelig virksomhed"?) erklærede Vogt "at sædet for bevidsthed, vilje og tænkning udelukkende skulle efterspores i hjernen".
I begyndelsen havde den politiske praksis dog forrang over for den materialistiske teori. Vogt var 1848 netop blevet professor i zoologi i Gießen med hjælp fra Liebig og Alexander von Humboldt da Martsrevolutionen brød ud og fremkaldte demokratiske kræfter mod den såkaldte reaktion i forskellige dele af Tyskland. Da denne revolution også nåede til den lille universitetsby Gießen, lod Vogt sig udnævne til befalingsmand i borgerværnet og kom til slut til at repræsentere den sjette valgkreds Hessen-Darmstadt i nationalforsamlingen i Frankfurt 1848 til 1849. Efter at den preussiske konge Friedrich Wilhelm IV. havde frasagt sig kejserværdigheden, og politiske nederlag førte til nationalforsamlingens opløsning, drog Vogt med de 158 tilbageværende medlemmer til Stuttgart for dér i begyndelsen af juni 1849 at danne det såkaldte rumpparlament der blev tvangsopløst efter nogle uger.
Udnævnt af dette restparlament til en af "fem rigsregenter" (ty. „fünf Reichsregenten“) befandt Vogt sig igen i centrum af den politiske opposition. Allerede den 18. juni besatte württembergske tropper deres samlingssted. Vogt emigrerede til Schweiz og tog tilflugt i forældrenes hus. Mislykket med de politiske ambitioner og berøvet sin akademiske karriere koncentrerede han sig igen om de biologiske studier som han nu med hensyn til verdensanskuelse gav en radikal tydning.

## Materialismestridens forløb

### Striden indtil 1854
Uden klare akademiske perspektiver begav Vogt sig 1850 til Nice for at hellige sig zoologiske studier. Hans Untersuchungen über Thierstaaten, "Undersøgelser over dyrekolonier", fra det følgende år knyttede zoologien sammen med et bittert opgør med de tyske forhold. Politisk var bogen en plædering for anarkismen: "enhver statsform, enhver lov [er] tegn på den manglende fuldendelse af vores naturtilstand. Vogts biologistiske argumentation for anarkismen beroede på den overbevisning at dyre- og menneskekolonier eller -samfund ligger i forlængelse af hinanden, da også mennesker er naturlige og fuldstændigt materielle organismer. Efter Vogts opfattelse implicerede biologien på samme måde materialismen og (tillige) omvendingen (ty. Subversion) af den herskende orden. I sin bog forholdt han sig umisforståeligt til tyske forhold:
"Så gå dog, du lille bog, som gammel sandhed i nye gevandter. Tag på vandring i hine ulykkelige lande hvis sprog du taler, men hvis holdning næppe vil komme dig i møde."
Faktisk lykkedes det Vogt med sine populære og polemiske angreb at vække den tyske offentligheds interesse. 1852 kom Bilder aus dem Thierleben, "Billeder fra dyrelivet", hvor Vogt ikke blot fremlage en udførlig fremstilling af materialismen, men samtidig skarpt angreb de tyske universitetslærde: Enhver klart tænkende biolog må erkende materialismens sandhed, da de sjælelige funktioner åbenbart er afhængige af de hjernemæssige funktioner. Denne afhængighed viser sig tydeligst ved dyreforsøg, således kan vi "stykke for stykke bortsnitte duens åndelige funktioner, idet vi stykke for stykke beskærer hjernen". Altså, når de sjælelige funktioner på denne måde afhænger af hjernen, så kan sjælen heller ikke overleve kroppens død. Og når hjernefunktionen er bestemt ved naturlovene, så må det samme også gælde sjælen.
"Således er dør og port åbnet for den enkle materialisme – mennesket, på samme måde som dyret kun en maskine, dets tænken et resultat af en bestemt organisation – er den frie vilje dermed ophævet? [...] I sandhed, således er det. Det er virkelig sådan".
Den der ikke ville tilslutte sig disse opfattelser, havde efter Vogts mening ikke forstået de nødvendige konsekvenser af den fysiologiske forskning. Dette gjaldt især anatomen og fysiologen Rudolf Wagner fra Göttingen, der 1851 i Augsburger Allgemeinen Zeitung havde kritiseret Vogt for at ville erstatte Gud med en "blind, ubevidst nødvendighed". Han havde tillige anstillet betragtninger gående ud på at et barns sjæl skulle være sammensat af lige dele fra faderen og moderen. Denne idé var for Vogt et velkomment påskud: En sammensat barnesjæl modsiger ikke blot den teologiske opfattelse af sjælens udelelighed, men er tillige psykologisk noget vrøvl. Kropslige kendetegn som ansigtstræk arves på naturlig måde fra forældre til børn. Det samme gælder for hjernen, af hvilken grund arv af karaktertræk let forklares materialistisk.

### Naturforskerforsamlingen i Göttingen
Sommeren 1854 gav naturforskerforsamlingen i Göttingen Wagner mulighed for en offentligt synlig replik. I hans foredrag Menschenschöpfung und Seelensubstanz foreholdt Wagner materialisterne at de ved at benægte den frie vilje undergravede det moralske grundlag for den sociale orden.

Vi der her er forsamlede – hvor forskelligt hver enkeltes verdensanskuelse end må være sammensat –
og som har set nationens striden i dens sidste kampe, har følt med den og for store dele også selv deltaget, for os er det spørgsmål nærliggende hvordan resultaterne af vores forskning vil være for dannelsen og fremtiden for vort store folk.

Vogts materialisme står i vejen for forskerens moralske ansvarlighed da han gør menneskene til uansvarlige maskiner. Endnu samme år udkom yderligere et skrift af Wagner hvori han supplerede de moralske synspunkter vedrørende en argumentation om forholdet mellem viden og tro. Ifølge Wagner udgør de to områder som er uafhængige af hinanden; ingen naturvidenskabelig viden kan derfor bevise eller modgå religiøs tro.
Fysiologer beskriver den indre opbygning og funktion af de kropslige organer, og materialister vil fortolke disse beskrivelser idet de identificerer de kropslige og sjælelige funktioner med hinanden. Heroverfor vil dualister gå ud fra at kropslige funktioner virker på et sjæleligt grundlag. Ingen af de to fortolkninger kan man nå til fra den fysiologiske beskrivelse, af hvilken grund naturvidenskaberne ikke kan træffe afgørelse om sjælespørgsmålet. "Der findes ikke et eneste punkt i den bibelske sjælelære [...] der er i modstrid med en læresætning i den moderne fysiologi og naturvidenskab.

### Kulsviertro og videnskab
Wagners offentlige stridsskrifter havde nu endegyldigt rykket den i flere år ulmende materialismedebat i centrum for den offentlige interesse. Vogt reagerede prompte med pamfletten Köhlerglaube und Wissenschaft. Eine Streitschrift gegen Hofrath Rudolph Wagner in Göttingen., "Kulsviertro og videnskab. Et stridsskrift mod Hofrath Rudolph Wagner i Göttingen". Teksten er i første halvdel væsentligst præget af ad hominem-angreb mod Wagner: Han er ikke nogen seriøs og produktiv videnskabsmand, men smykker sig som udgiver med talløse værker af andres forskningsarbejder. Derudover har han forsøgt at undertrykke sine materialistiske kritikere med hjælp fra statsmagten. Wagners udtalelse at den materialistiske benægtelse af viljens frihed var samfundsmæssigt uansvarlig over for de politiske begivenheder i 1848, vagte især Vogts vrede:
"Stakkels elendige! Hvor har du stridt, følt og taget del på den ene eller anden side? [...] Vi har ikke set dig, hverken blandt vore fjender eller blandt vore venner, og vi kan sige dig med digteren: 'Skam over jer drenge bag ovnen' ".,

I anden del af arbejdet argumenterede Vogt systematisk mod Wagners tese om foreneligheden af "naiv kulsviertro" og naturvidenskabelig erkendelse. Den der henlægger sjælen til et område uden for enhver empirisk efterprøvelse, kan ganske vist ikke længere direkte imødegås af fysiologien, men gør dog en fuldkommen unyttig og i sidste ende endog uforståelig antagelse. Sjælefunktioners afhængighed af hjernefunktionerne taler endegyldigt for en identitet af krop og sjæl og kan ikke ignoreres ved postulatet om en immateriel sjæl. Dette accepteres også af Wagner for alle andre organer end hjernen. End ikke Wagner påstår at der til de biologiske processer i musklen tillige er en muskelsjæl, der forårsager muskelsammentrækningen. Lige så lidt vil han påstå at der ud over den biologiske proces i nyrerne også er en nyresjæl der i første hånd forårsager udskillelsen af stofskifteprodukterne. "Kun for hjernen vil man ikke anerkende dette; kun for den vil man lade en særlig ulogisk følgeslutning gælde, som man ikke vil anvende for andre organer“.

### Næringsmidler, kraft og stof
Vogts polemisk fremførte teser kunne ganske vist støde på stærk modstand i akademiske og politiske kredse, og alligevel havde materialismen i 1855 for længst udviklet sig til en indflydelsesrig bevægelse. Vogt blev støttet af to yngre videnskabsmænd Jakob Moleschott og Ludwig Büchner, der ligeledes fremførte deres materialistiske teser i populærvidenskabelige publikationer.
Jakob Moleschott, der var født 1822 i det nederlandske 's-Hertogenbosch, var tidligt kommet i kontakt med Hegels filosofi, men besluttede sig dog til at studere medicin i Heidelberg. Under indflydelse af Feuerbachs filosofi beskæftigede han sig med spørgsmål inden for stofskifte og diætetik. Næringsmidler var ifølge Moleschotts materialistiske opfattelse lige fuldt byggestene for kropslige som for åndelige funktioner. I sit skrift Die Lehre der Nahrungsmittel: Für das Volk, "Næringsmiddellære: Til Folket", anstrengte Moleschott sig for at fremstille en populær anvendelse af sine studier og fremlagde detaljerede ernæringsplaner for de fattige samfundslag. Materialismen skulle ikke kun – negativt – være en benægtelse af eksistensen af en immateriel sjæl, den skulle også positivt kunne lede menneskene til et bedre liv.
Moleschott sendte 1850 et eksemplar af sit værk til Feuerbach, der endnu samme år offentliggjorde en indflydelsesrig anmeldelse Die Naturwissenschaft und die Revolution, "Naturvidenskaben og revolutionen". I 1840'erne havde Feuerbach endnu defineret sin filosofi uden om idealisme og materialisme, nu tog han udtrykkelig stilling for materialismen. Mens filosofferne på en ufrugtbar måde stred videre med spørgsmålet om forholdet mellem krop og sjæl, havde naturvidenskaben for længst fundet svaret:
"Maden bliver til blod, blod til hjerte og hjerne, til tanker og opfattelser. Vil I forbedre folket, så giv det bedre føde i stedet for deklamationer mod synd. Mennesket er hvad det spiser."

Endnu mere indflydelsesrig end Moleschotts alliance med Feuerbach viste Büchners forhold til offentligheden sig at være. Büchner, der var født 1824 i Darmstadt, kom allerede som student i kontakt med Vogt og blev 1848 medlem af det af Vogt ledede borgerværn. Efter nogle ulykkelige år som assistent ved det medicinske fakultet i Tübingen besluttede Büchner sig for at publicere en fængende sammenfatning af den materialistiske verdensanskuelse. Kraft und Stoff udviklede sig til en slags bestseller: I de første 17 år kom den i 12 oplag og blev oversat til 16 sprog. I modsætning til Vogt og Moleschott præsenterede Büchner ikke materialismen i sammenhæng med sin egen forskning, men fremlagde en sammenfatning af erkendelsen der også kunne forstås uden filosofiske eller naturvidenskabelige forkundskaber. Udgangspunktet var den allerede af Moleschott betonede enhed af kraft og stof: Intet stof kunne eksistere uden iboende kræfter, ingen kraft uden stof som bærer. Af denne enhed fulgte umiddelbart umuligheden af en immateriel sjæl da denne i så fald skulle eksistere uden en stoflig bærer.

## Reaktionen i 1800-tallet

### Nykantianismen
Materialismen blev fremført af naturvidenskabsfolk som Vogt, Moleschott og Büchner der præsenterede deres teser som konsekvens af empirisk forskning. Med sammenbruddet af den tyske filosofi fremstod universitetsfilosofien som grundløs spekulation. Selv filosoffen Feuerbach stolede nu på naturvidenskaberne til opløsningen af det filosofiske spørgsmål om forholdet mellem krop og sjæl.
Det varede dog til 1860'erne før der med nykantianismen udviklede sig en indflydelsesrig kritik af materialismen. 1865 havde Otto Liebmann i sit skrift Kant und die Epigonen, "Kant og epigonerne", skarpt kritiseret de filosofiske ansatser fra den tyske idealisme til Schopenhauer og afsluttet hvert kapitel med at fastslå at man måtte "tilbage til Kant", "Also muss auf Kant zurückgegangen werden!". I overensstemmelse med denne position offentliggjorde filosoffen Friedrich Albert Lange det følgende år Geschichte des Materialismus, "Materialismens historie". Med reference til Kant beskyldte Lange materialisterne for "filosofisk dilettantisme", der ignorerede væsentlige dele af den kantske filosofi.
Det centrale i Kants Kritik der reinen Vernunft, "Kritik af den rene fornuft", var betingelserne for enhver mulig erkendelse – altså også den naturvidenskabelige. Kant havde argumenteret at den menneskelige erkendelse ikke afbilder verden som den virkelig er. Enhver erkendelse er allerede præget af kategorierne "årsag og virkning" eller "enhed og flerhed". Derved er disse kategorier ikke egenskaber ved "tingen i sig selv", Ding an sich, men overføres fra menneskene på tingene. På samme måde har heller ikke rum og tid nogen absolut realitet, men skal opfattes som menneskenes anskuelsesformer. Da enhver erkendelse allerede er præget gennem kategorierne og anskuelsesformerne, vil mennesket aldrig kunne erkende tingene i sig selv. Derfor er svar på spørgsmål vedrørende en immateriel sjæl, en personlig gud og en fri vilje ikke mulige at begrunde videnskabeligt.
Materialisternes centrale fejl var ifølge Langes opfattelse deres ukendskab til Kant. Materialisterne påstår at der i virkeligheden kun findes materie og overser derved at heller ikke den naturvidenskabelige beskrivelse af materien er en beskrivelse af den absolutte virkelighed. Den naturvidenskabelige beskrivelse forudsætter allerede forud kategorierne og anskuelsesformerne og kan derfor på ingen måde gælde for en beskrivelse af tingene. Lange blev støttet i denne argumentation af naturvidenskabsmanden Hermann von Helmholtz, der i 1850'erne havde præsenteret sine sansepsykologiske arbejder som en empirisk bekræftelse af Kants arbejder. I et foredrag fra 1855 Ueber das Sehen des Menschen, "Om menneskets syn", beskrev Helmholtz især det fysiologiske grundlag for den visuelle sans og erklærede i tilslutning hertil at synet ikke gav en naturtro gengivelse af omverdenen. Helt i tråd med Kant er enhver sansning af omverdenen allerede forudpræget af menneskelige fortolkninger, og en tilgang til "tingene i sig selv" derfor umulig:
"Som det er med øjnene, således er det også med de andre sanser; vi opfatter ikke genstandene i omverdenen umiddelbart, men vi opfatter kun virkninger af disse genstande på vort nerveapparat."

### Ignoramus et ignorabimus
De naturvidenskabelige materialister så med henvisningen til Kant blot endnu et spekulativt angreb på naturvidenskabens resultater og tog derfor ikke systematisk fat på nykantianernes argumenter. Farligere viste kritikken fra fysiologen Emil Heinrich Du Bois-Reymond sig at være; han erklærede 1872 i et foredrag Ueber die Grenzen des Naturerkennens, "Om grænserne for naturerkendelse", bevidstheden for at være en grundlæggende grænse for naturvidenskaberne. Med sin formulering Ignoramus et ignorabimus (lat. "Vi ved det ikke, og vi skal aldrig komme til at vide det". „Wir wissen es nicht und wir werden es niemals wissen“) udløste han en langvarig kontrovers om ideen om en naturvidenskabelig verdensanskuelse. Den såkaldte Ignorabimusstrid blev udkæmpet med en heftighed som 20 år før debatten mellem Vogt og Wagner. Denne gang var dog materialisterne i defensiven.
Ifølge du Bois-Reymonds var materialisternes væsentligste problem deres utilstrækkelige argumentation for enheden af hjerne og sjæl. Vogt, Moleschott og Büchner havde indskrænket sig til at betone sjælsfunktionernes afhængighed af hjernefunktionerne: En beskadigelse af hjernen fører til en indskrænkning af de sjælelige funktioner hvad man kan eftervise ved dyreforsøg. Denne afhængighed gør imidlertid ideen om en immateriel sjæl uplausibel, og som en følge heraf er materialismen den eneste acceptable konsekvens. Derfor er det overhovedet heller ikke nødvendigt at forklare hvordan hjernen i sidste instans forårsager bevidstheden:
"For øvrigt kan det synes temmelig ligegyldigt for denne undersøgelse, om og på hvad måde en forestilling er mulig om hvorledes de sjælelige fremtrædelser fremgår af materielle anknytninger eller af aktiviteter i hjernesubstansen, eller hvordan stoflig bevægelse slår om i en åndelig. Det er tilstrækkeligt at vide at materielle bevægelser formidlet af sanseorganerne virker på ånden.

Du Bois-Reymond argumenterede herimod at eftervisning af afhængighedsforhold på ingen måde kunne være tilstrækkelig for materialismen eller for en materialistisk opfattelse. Den der vil reducere bevidstheden til hjernen, må også forklare bevidstheden ved hjernefunktioner. En sådan forklaring kan materialisterne imidlertid ikke tilbyde: "Hvilken tænkbar forbindelse består der mellem bestemte bevægelser hos bestemte atomer i min hjerne på den ene side, og på den anden side den for mig oprindelige kendsgerning – som ikke er yderligere definerbar, og som det heller ikke er muligt at se bort fra, nemlig: 'Jeg føler smerte, føler lyst; jeg smager sødt, lugter rosenduft, hører orgeltoner, ser rødt." Efter du Bois-Reymonds opfattelse findes der ingen forbindelse mellem den materielle verdens objektivt beskrevne kendsgerninger og de subjektivt bestemte kendsgerninger for den bevidste opleven. Derfor udgør bevidstheden en grundlæggende skranke for naturerkendelsen.
Du Bois-Reymonds Ignorabimus-tale pegede på en grundlæggende svaghed hos den videnskabelige materialisme. Mens Vogt, Moleschott og Büchner påstod bevidsthedens materialitet, medgav de ofte at bevidstheden ikke kunne forklares ved hjernefunktioner. Ikke mindst under indtryk af dette problem udviklede mod slutningen af 19. århundrede konceptet for naturvidenskabelig verdensanskuelse sig fra materialisme til monisme. Ernst Haeckel, den mest kendte af fortalerne for en "monistisk verdensanskuelse", var på linje med materialisterne med hensyn til afvisning af dualisme, idealisme og ideen om en udødelig sjæl.
"Monismen derimod [...] anerkender i universet kun en eneste substans som samtidig er Gud og Natur; krop og ånd (eller materie og energi) er for dem udeligt forbundne".
Også Büchner så i en sådan monisme den rigtige reaktion på den filosofiske kritik af materialismen. I et brev til Haeckel fra 1875 skriver han:
"Jeg [...] har derfor aldrig brugt betegnelsen 'materialisme' for min retning, da den vækker en ganske ensidig forestilling, og har senere kun nødtvungent her og der accepteret den, fordi det store publikum ikke kendte noget andet ord for retningen [...]. Den af Dem foreslåede betegnelse "monisme" er ganske vist i sig selv ganske god; det er dog et spørgsmål om den vil vinde genklang hos det store publikum."

### Virkning på politik og verdensanskuelse
Skønt materialisterne ganske vist kunne nyde betydelig popularitet i befolkningen, var de politisk langt mindre resultatrige. At stille sig på materialisternes side kostede Vogt, Moleschott og Büchner deres stillinger ved tyske universiteter. At materialismen skulle have revolutionære konsekvenser som Vogt propagerede, kunne ikke sætte sig igennem da reaktionen satte ind efter revolutionerne i 1848. I de politiske bevægelser i anden halvdel af 1800-tallet forblev den naturvidenskabelige materialisme ligeledes uden væsentlig indflydelse, også på grund af uoverensstemmelser med Karl Marx og Friedrich Engels. Marx så Vogt i rollen som en "kleinuniversitären Bierpolterers", 'småuniversitær ølbums', og konflikten eskalerede med tiltagende personangreb. Således blev Vogt af Marx' omgangskreds beskyldt for at have arbejdet som fransk 
spion.
Den forandrede politiske situation blev også tydelig i Ernst Haeckels værk, der overtog ideen om en naturvidenskabelig verdensanskuelse fra materialisterne, men gav den en ny politisk retning. Haeckel, der var 17 år yngre end Vogt, etablerede sig i 1860'erne som repræsentant for darwinismen i Tyskland. I hans polemiske afvisning af "Kirchen-Weisheit und […] After-Philosophie“,"kirke-vished og [...] efter-filosofi", (eftersnakker-filosofi?), lignede Haeckel helt igennem de naturvidenskabelige materialister. Vogt havde i fysiologien set begyndelsen til en naturvidenskabelig verdensanskuelse. Haeckel påstod det samme med henvisning til Darwin:

I denne åndskamp, der nu bevæger den ganske menneskehed og som forbereder en menneskeværdig tilværelse for fremtiden, står på den ene side under videnskabens lysende banner: åndsfrihed og sandhed, fornuft og kultur, udvikling og fremskridt; på den anden side under hierarkiets sorte fane: åndstrældom og løgn, ufornuft og råhed, overtro og tilbageskridt.

Dog var "fremskridt" for Haeckel tænkt som antiklerikal opposition til kirken og ikke politisk i opposition til staten. Bismarcks begyndende kulturkamp i 1871 mod den katolske kirke gav sågar Haeckel mulighed for at knytte den antiklerikale monisme sammen med Prøjsens politik. I optakten til første verdenskrig blev Haeckels ytringer i tiltagende grad nationalistiske – raceteori og eugenik tilbød en tilsyneladende naturvidenskabelig begrundet retfærdiggørelse af chauvinistisk politik. Vogts ideal om en politisk revolutionær naturvidenskab var dermed slået fejl.

## Receptionen i 20. århundrede
Den videnskabelige materialisme havde på væsentlige punkter præget de verdensanskuelsesmæssige kontroverser i 1800-tallet. I 1860'erne trængte debatten om Darvins evolutionsteori og Haeckels monisme sig tiltagende i forgrunden. Spørgsmålet om en naturvidenskabelig verdensanskuelse blev dog fortsat diskuteret, Büchners Kraft und Stoff forblev en bestseller.
Første verdenskrig og Haeckels død 1919 blev et vendepunkt. I Weimarrepublikken syntes debatten fra 1850'erne ikke længere tidssvarende; mellemkrigstidens filosofiske strømninger var på trods af indholdsmæssige forskelle gennemgående materialismekritisk. Dette gælder også den logiske positivisme, der ganske vist holdt fast i ideen om en videnskabelig verdensanskuelse, men dog konsekvent tydede den antimetafysisk. Ifølge meningskriteriet hos de logiske positivister kunne et udsagn kun være forståeligt hvis det lod sig eftervise empirisk. På dette kriterium fejlede både materialismen og monismen såvel som idealismen og dualismen. Alle disse positioner fremstod således som forfejlede fantasier fra en forgangen, spekulativ periode i filosofien. Materialistiske teorier om bevidstheden blev først igen taget op af angelsaksisk filosofi i 1950'erne. På dette tidspunkt var de naturvidenskabelige materialister fra 1800-tallet dog gået i gemmebogen. Der bliver i ingen af disse tekster henvist til Vogt, Moleschott eller Büchner. Efterkrigstidens materialister koncentrerede sig snarere om de samtidige neurovidenskaber.
Den naturvidenskabelige materialisme blev ligeledes i stor udstrækning ignoreret af videnskabs-og filosofihistorien til ind i 1970'erne. Relativt tidligt begyndte receptionen i DDR under indflydelse af Dieter Wittich der 1960 promoveredes med et arbejde om den videnskabelige materialisme, og 1971 udgav en tekstsamling med titlen Vogt, Moleschott, Büchner: Schriften zum kleinbürgerlichen Materialismus in Deutschland, "Vogt, Moleschott, Büchner: Skrifter til den småborgerlige materialisme i Tyskland". Wittich, der havde en lærestol i erkendelsesteori i DDR, gav en vurdering af materialisternes politiske, videnskabelige og religionskritiske virke i den udførlige indledning. Samtidig betonede han imidlertid deres filosofiske mangler: de "småborgerlige materialister" var "vulgærmaterialister, da de holdt fast ved den metafysiske materialisme på et tidspunkt, hvor den dialektiske materialisme ikke blot var en mulighed, men også var blevet virkelighed".
1977 kom monografien Scientific Materialism in Nineteenth Century Germany af den amerikanske videnskabshistoriker Fredrick Gregory.  Ifølge Gregory ligger Vogts, Moleschotts und Büchners betydning ikke så meget i deres specifikke udarbejdning af materialismen. Mere afgørende er den samfundsmæssige virkning af deres naturvidenskabeligt motiverede kritik af religion, filosofi og politik. "Det særlige kendemærke for de videnskabelige materialister var ud fra et historisk perspektiv ikke deres materialisme, men deres ateisme eller måske snarere deres humanistiske religion."
Ifølge Gregorys vurdering er materialisternes betydning for 1800-tallets sekularingsproces alment anerkendt i den samtidige forskningslitteratur, mens deres filosofiske positioner til dels stadig bliver udsat for heftig kritik. Således erklærer for eksempel Renate Wahsner: "Man kan ikke modsige den i litteraturen repræsenterede opfattelse der fraskriver alle tre skarphed og dybde i tanken." Ikke alle forfattere deler denne negative vurdering, således forsvarer for eksempel Kurt Bayertz de naturvidenskabelige materialisters aktualitet, da disse "udarbejdede den første fuldt udfoldede form for den moderne materialisme. [...] Vi har ganske vist i den af Vogt, Moleschott og Büchner udarbejdede form for materialisme kun med én form for materialisme at gøre, men med den for det moderne typiske og den i samtiden mest indflydelsesrige og virksomme form." En behandling af aktuelle materialismekontroverser må derfor tage deres udgangspunkt i det 19. århundrede.

### Primærlitteratur
- Ludwig Büchner: Kraft und Stoff, Theodor Thomas, Leipzig 1894 (Første oplag: 1855).
- Friedrich Albert Lange: Die Geschichte des Materialismus und Kritik seiner Bedeutung in der Gegenwart, Deutsche Bibliothek, Berlin 1920 (Første oplag: 1866).
- Jakob Moleschott: Der Kreislauf des Lebens, Zabern, Mainz 1852.
- Carl Vogt: Physiologische Briefe, Rickersche Buchhandlung, Gießen 1854. (Første oplag: 1845-1847)
- Carl Vogt: Köhlerglaube und Wissenschaft, Rickersche Buchhandlung, Gießen 1855.
- Rudolf Wagner: Ueber Wissen und Glauben, G.H. Wigand, Göttingen 1854.
- Rudolf Wagner: Menschenschöpfung und Seelensubstanz, G.H. Wigand, Göttingen 1854.
- Dieter Wittich: Vogt, Moleschott, Büchner: Schriften zum kleinbürgerlichen Materialismus in Deutschland, Akademie, Berlin 1971. (Eneste tilgængelige tekstsamling til materialismen i 19. århundrede), ASIN B002KDP24O

### Sekundærlitteratur
- Andreas Arndt, Walter Jaeschke (udg.): Materialismus und Spiritualismus: Philosophie und Wissenschaften nach 1848, Meiner, Hamburg 2000, ISBN 3-7873-1548-9
- Kurt Bayertz, Walter Jaeschke, Myriam Gerhard (udg.): Weltanschauung, Philosophie und Naturwissenschaft im 19. Jahrhundert: Der Materialismusstreit: bind 1. Meiner, Hamburg 2007, ISBN 3-7873-1777-5
- Annette Wittkau-Horgby: Materialismus. Entstehung und Wirkung in den Wissenschaften des 19. Jahrhunderts, Vandenhoeck & Ruprecht, Göttingen 1998, ISBN 3-525-01375-2
- Fredrick Gregory: Scientific Materialism in Nineteenth Century Germany, Springer, Berlin u.a. 1977, ISBN 90-277-0760-X
- Fredrick Gregory: "Scientific versus Dialectical Materialism: A Clash of Ideologies in Nineteenth-Century German Radicalism“, i: Isis 68 (2), 1977, s. 206-223.
- Theobald Ziegler: Die geistigen und sozialen Strömungen des neunzehnten Jahrhunderts, Bondi, Berlin 1899, Kapitel 11.